# Carmelo Greco
Carmelo Greco  (*  um 1970 in Sizilien) ist ein italienischer Koch, der seit Anfang der 1990er Jahre in Frankfurt kocht.

## Werdegang
Greco entstammt einer Gastronomenfamilie, die, als er fünf Jahre alt war, von Sizilien ins Piemont zog. Nach seiner Ausbildung kochte er im Restaurant Da Guido bei Lidia Vanzino Alciati in Costigliole d’Asti im Piemont (zwei Michelinsterne).
Anfang der 1990er Jahre wechselte er nach Deutschland zum Restaurant Sandrocchia in Dreieich bei Frankfurt. 1991 eröffnete er zusammen mit Roland Brzezinski die Osteria Enoteca in Frankfurt-Rödelheim, die 1996 mit einem Michelinstern ausgezeichnet wurde.  
Im November 2010 öffnete er sein Ristorante Carmelo Greco in Frankfurt-Sachsenhausen; seit 2011 wird es mit einem Michelinstern ausgezeichnet. 2014 wurde es vom Busche-Verlag als „bestes ausländisches Restaurant“ geehrt. Seit 2023 ist Benedetto Russo dort gleichberechtigter Küchenchef.

## Auszeichnungen
- 1996: Ein Michelinstern für die Osteria Enoteca in Frankfurt[6]
- 2011: Ein Michelinstern für das Ristorante Carmelo Greco in Frankfurt[7]

## Publikation
- mit Rainer Schillings und Ansgar Pudenz: Parmesan: Mit Rezeptkreationen von Carmelo Greco: Italiens Kuss aus der Küche. 99pages, 2014, ISBN 978-3942518444.